# Доњолужичкосрпска гимназија
Доњолужичкосрпска гимназија је једина средња школа у којој се настава одржава на доњолужичкосрпском језику. Поред тога, поред Српске гимназије у Бауцену то је једна од две средње школе у којој се предаје на лужичкосрпским језицима.
Основана је 1. септембра 1952. године на ицијативу Фрида Метшка, лужичкосрпског писца и тада је бројала 76 ђака и 8 професора. 
Данас представља културни центар области Лужица и броји око 500 ђака од петог до дванаестог разреда (април 2015. године).
Познати ђаци који су завршили ову школу су Јуриј Кох, Детфел Кобјела, Ања Похончова, Кристијан Мате.